# Faune et flore de Chypre

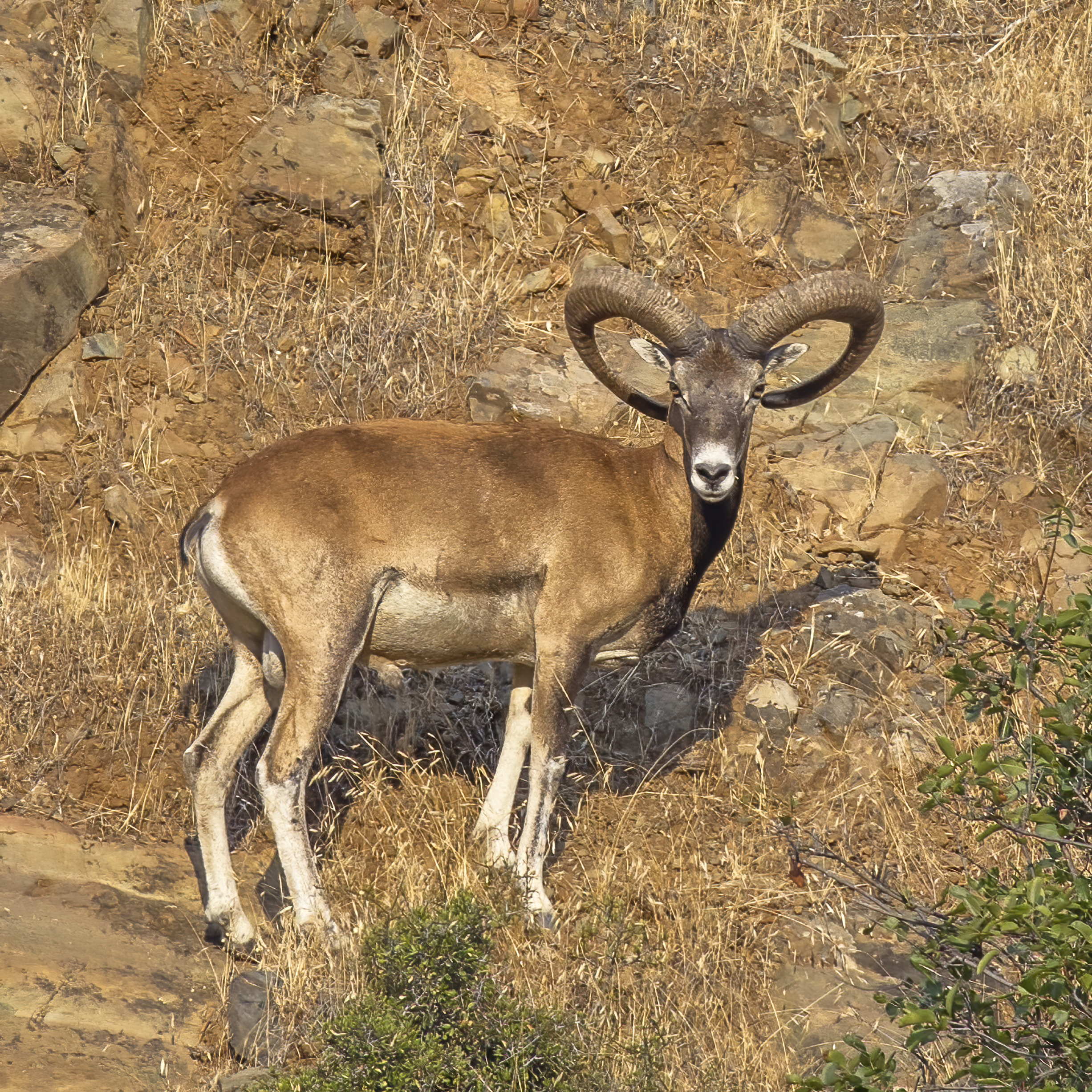
Mouflon chypriote, mâle.

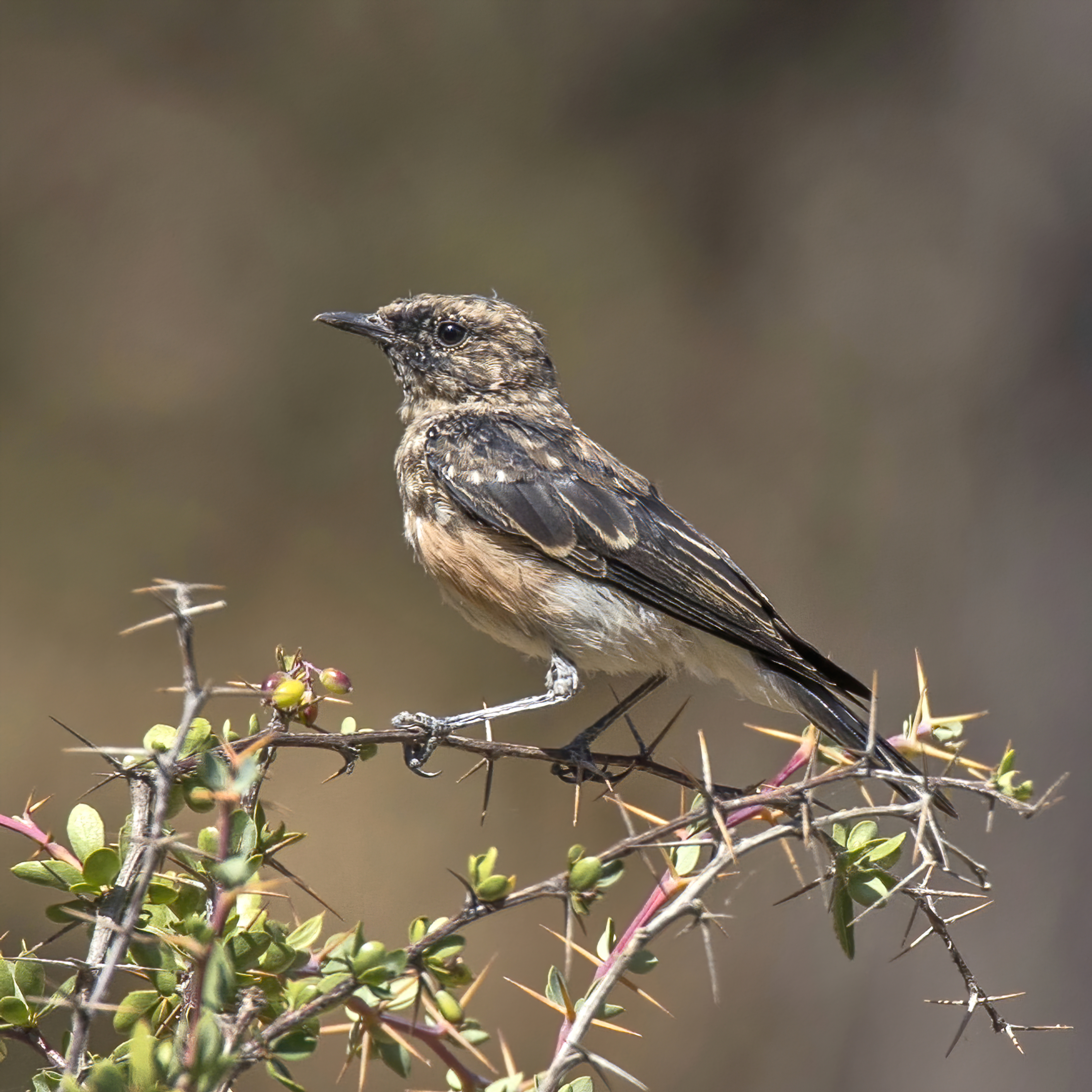
Traquet de Chypre

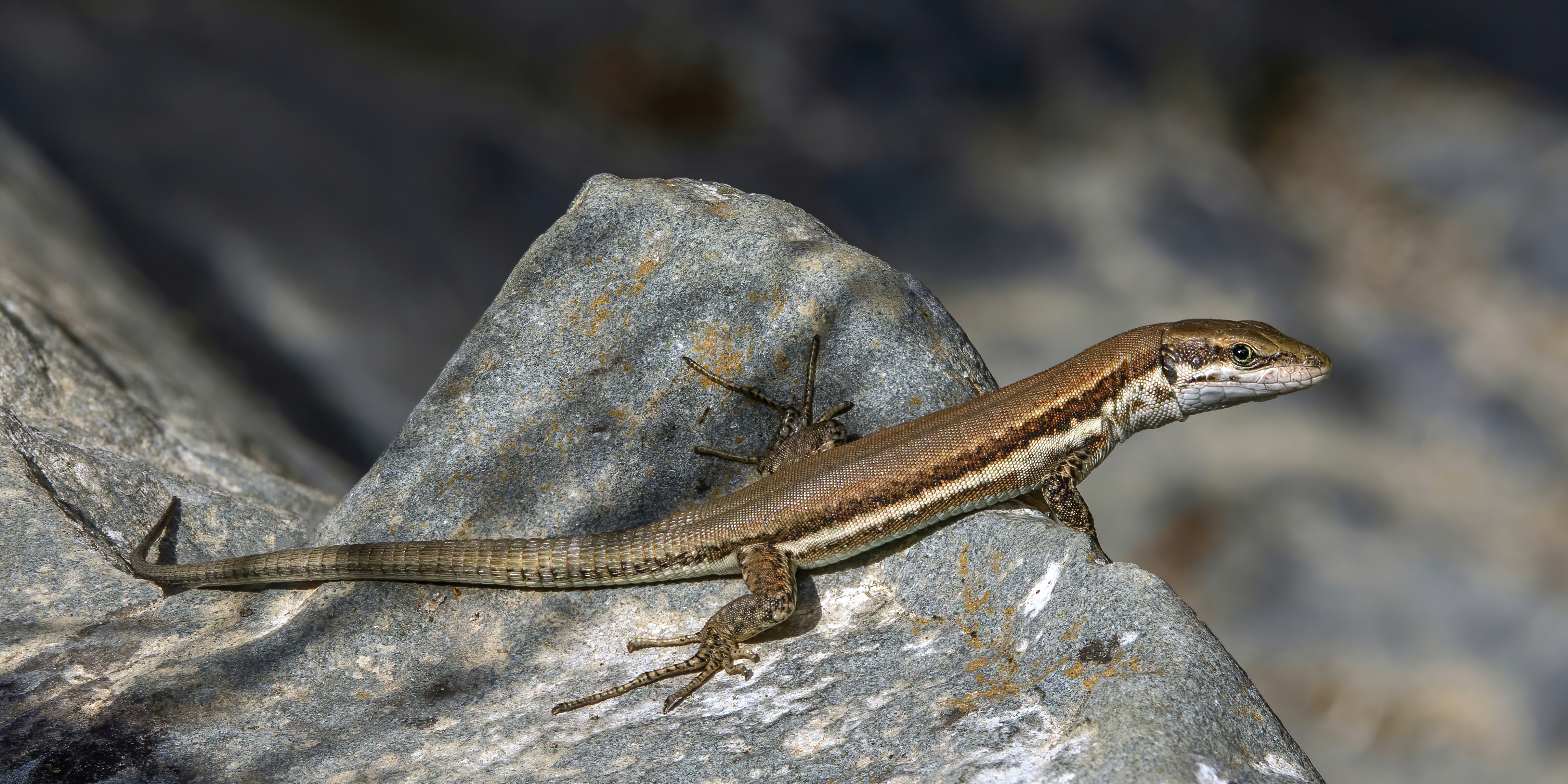
Phoenicolacerta troodica

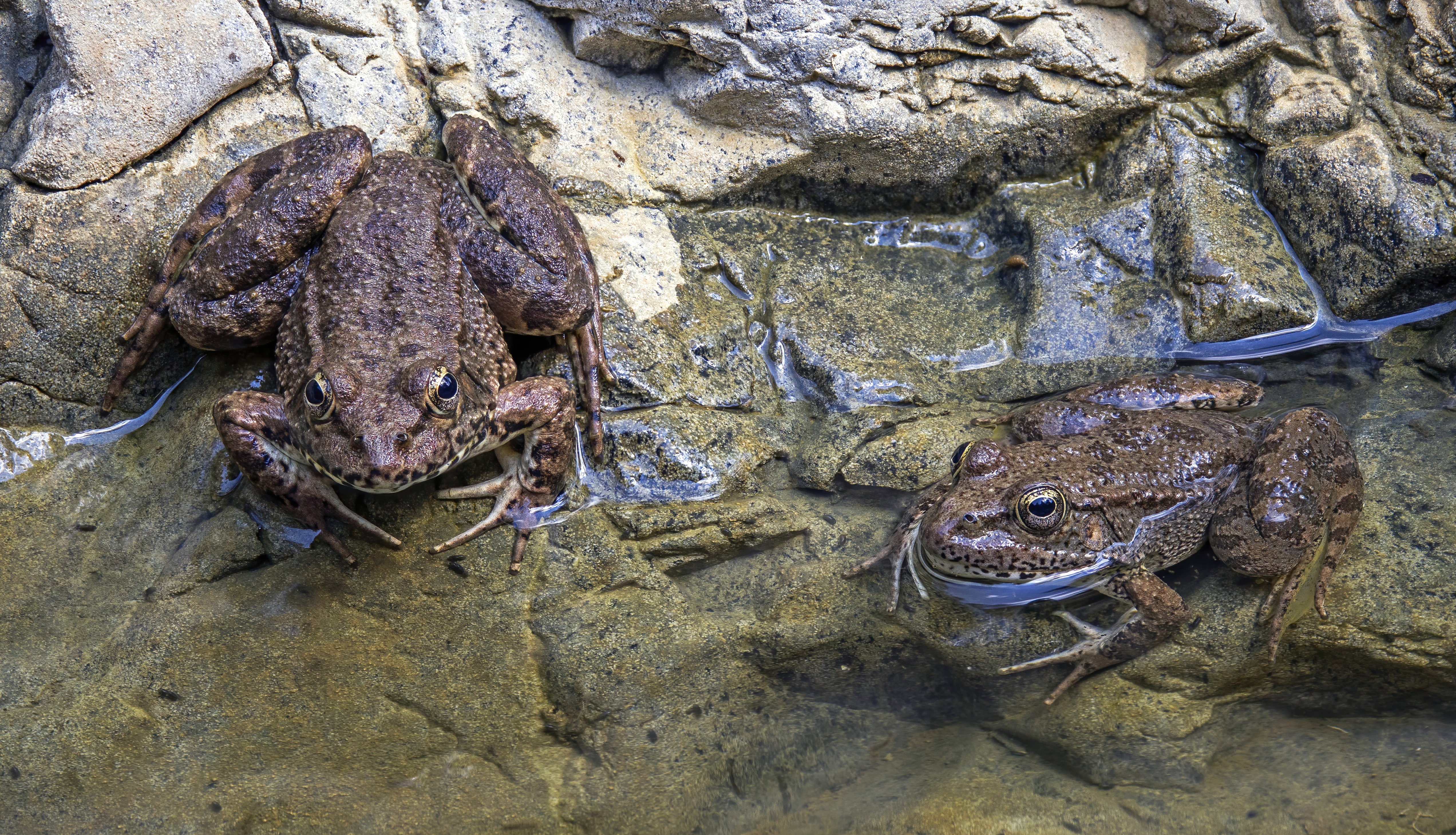
Pelophylax cypriensis

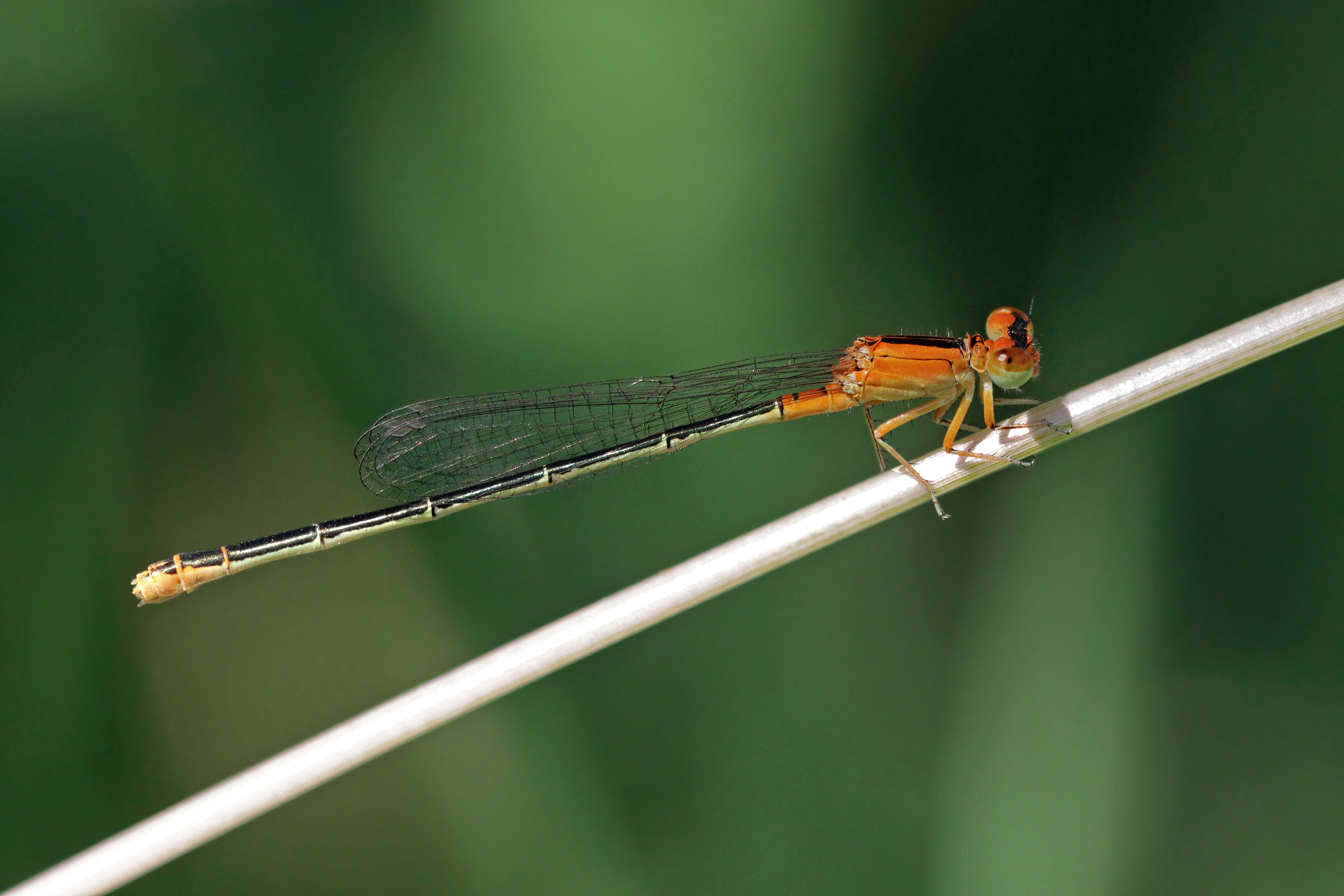
Ischnura intermedia, femelle.

La faune et la flore de Chypre présente une flore riche et une faune diversifiée, mais comportant peu de mammifères. Comme dans la plupart des pays modernes, les habitats naturels de Chypre disparaissent progressivement, ne retenant actuellement que 20% de son habitat original en raison de l'urbanisation rapide, de l'utilisation des forêts à des fins commerciales, du tourisme et de diverses autres raisons. Terra Cypria est établie en tant que fondation en 1992 pour conserver l'environnement chypriote et sa biodiversité.

## Faune

### Amphibiens
La faune de Chypre comprend quatre espèces d'amphibiens.

### Oiseaux
Chypre possède plus de 380 espèces d'oiseaux en raison de sa position sur les routes de migration entre l'Afrique, l'Europe et l'Asie occidentale, y compris le Faucon d'Éléonore (Falco eleonorae), le Flamant rose (Phoenicopterus roseus) et l'Aigle impérial (Aquila heliaca). 
Il existe deux espèces endémiques de passereaux, la Fauvette de Chypre (Sylvia melanothorax) et le Traquet de Chypre (Oenanthe cypriaca). Les deux ne se reproduisent que sur l'île de Chypre et migrent vers le sud pour hiverner.

### Mammifères
Chypre abrite actuellement 21 mammifères connus, dont trois sont en danger. Le plus grand animal sauvage et mammifère résidant actuellement à Chypre est le Mouflon de Chypre endémique. D'autres mammifères notables sont le grand Phoque moine de Méditerranée en danger et la Souris de Chypre endémique, qui est le seul rongeur endémique restant sur les îles de la Méditerranée. Pendant le Pléistocène tardif, l'hippopotame nain de Chypre, l'Éléphant nain de Chypre et une espèce de genettes (Genetta plesictoides) sont également natifs de l'île, mais disparaissent au début de l'Holocène, à la suite de l'arrivée des humains à Chypre.

### Reptiles
La plupart des reptiles de Chypre sont inoffensifs et non venimeux, comme Dolichophis cypriensis (famille des Colubridae) et Xerotyphlops vermicularis (famille des Typhlopidae). D'autres serpents, comme la Couleuvrechat d'Europe (Telescopus fallax) et la Couleuvre de Montpellier (Malpolon monspessulanus) sont nominalement venimeux, mais ni agressifs ni particulièrement dangereux. En revanche, la Vipère du Levant, (Macrovipera lebetina lebetina), bien que non agressive, est une grande vipère à crochets antérieurs. Sa morsure est dangereuse même pour les grands mammifères, y compris les humains. Trois des espèces de reptiles de Chypre, dont Macrovipera lebetina, sont en danger.
Chypre a plusieurs espèces de lézards et quelques espèces de tortues telles que la Caouanne (Caretta caretta).

### Arachnides
Chypre a une grande variété d'arachnides avec environ soixante espèces d'araignées, dont des araignées spectaculaires comme la Tarentule vraie (Lycosa tarantula).

## Flore
La flore de Chypre contient environ 1 800 espèces, dont environ 128 sont endémiques. La flore inclut également des espèces envahissantes comme les figuiers de Barbarie et l'Oxalis des Bermudes.